# (385185) 1993 RO
(385185) 1993 RO est un plutino. Ce fut le premier plutino découvert après Pluton, avec 1993 RP et (15788) 1993 SB, découverts respectivement un et deux jours plus tard. La découverte remonte en 1993, à l'aide d'un télescope de 2,2 m de l'observatoire du Mauna Kea. On connait très peu de choses sur 1993 RO, la valeur de son diamètre étant même estimée à ~129 km sur la seule base d'un albédo lui-même supposé de 0,074.